# Терпіння (зупинний пункт)
Терпíння — пасажирський залізничний зупинний пункт Запорізької дирекції Придніпровської залізниці на лінії Федорівка — Джанкой між зупинними пунктами Платформа 1200 км (5 км) та Платформа 1209 км (4 км). Розташований у селі Федорівка Мелітопольського району Запорізької області.

## Пасажирське сполучення
На зупинному пункті Терпіння зупиняються приміські поїзди лише у напрямку станції Мелітополь, у зворотному напрямку від станції Мелітополь прямують без зупинок.